# اینیسودر
اینیسودر (به انگلیسی: Ynysawdre) یک منطقهٔ مسکونی در بریتانیا است که در شهرستان مستقل بریجند واقع شده‌است. اینیسودر ۳٬۳۶۷ نفر جمعیت دارد.